# Robert Raymond
Robert Raymond (nascido em 14 de abril de 1930) é um ex-ciclista de estrada belga. Competiu como representante de seu país nos Jogos Olímpicos de Verão de 1952, onde a equipe belga terminou em quinto lugar na perseguição por equipes de 4 km.